# Hansa-Brandenburg D.I
Die Hansa-Brandenburg D.I war ein Jagdflugzeug im Ersten Weltkrieg, das hauptsächlich von den österreichisch-ungarischen K.u.k. Luftfahrtruppen eingesetzt wurde.

## Entwicklung
Der von Ernst Heinkel bei Hansa-Brandenburg in Deutschland konstruierte Hansa Brandenburg KD („Kampf-Doppeldecker“) erhielt aufgrund seiner komplizierten Sternverstrebung aus vier miteinander verankerten sternförmigen Streben sofort den Spitznamen „Spinne“.
Der KD bildete auch die Grundlage des Hansa-Brandenburg KDW-Wasserflugzeugs.
Der offiziell als Hansa-Brandenburg D.I bezeichnete Kampfeinsitzer wurde in der deutschen Fliegertruppe kaum eingesetzt, aber sehr bald in Österreich-Ungarn von der Phönix Flugzeug-Werke AG und der Ungarischen Flugzeugfabrik AG in Lizenz gebaut.
Das Flugzeug war nur ein Notbehelf, da kein anderes Kampfflugzeug in hinreichender Stückzahl zur Verfügung stand: Die tiefe Nase mit dem klobig darüber aufgesetzten Kühler erschwerte dem Piloten die Sicht; die D.I war zudem wenig flugstabil und die Bewaffnung bestand aus nur einem einzelnen nicht-synchronisierten 8-mm-Schwarzlose-MG, das außerhalb der Reichweite des Piloten auf der oberen Tragfläche montiert über den Propellerkreis hinwegschoss.
Für die Maschine waren zwei Serien von je 100 Stück vorgesehen, die jedoch vermutlich nicht vollständig geliefert wurden: Die Baureihe 28 von Phoenix mit 160-PS-Austro-Daimler-Motor und die Serie 65, die durch die Ufag geliefert wurde. Letztere Maschinen erhielten einen 185-PS-Austro-Daimler-Motor. Ufag versuchte auch einen 200-PS-Hiero-Motor einzubauen, dem die auch als Ufag D.I bezeichnete Maschine jedoch nicht gewachsen war.

## Einsatz
Die Indienststellung im Herbst 1916 war von zahlreichen Unfällen begleitet, was dem Flugzeug den Spitznamen „Sarg“ einbrachte. Selbst die MG-Verkleidung auf der oberen Tragfläche wurde als „Baby-Sarg“ bezeichnet. Phönix ergänzte daraufhin eine kleine feste Flosse, die das Seitenruder stabilisierte. Andererseits war das Flugzeug schnell und hatte ein gutes Steigvermögen.
Die Produktion lief bereits Anfang 1917 aus. Deutschland hatte die D.I nur im Jahr 1916 kurzzeitig zum Einsatz; dennoch wurde die Maschine bei den k.u.k. Luftfahrtruppen in großer Stückzahl bis Mitte 1917 geflogen und blieb vereinzelt bis Kriegsende im Einsatz, wobei sie sukzessive durch die Phönix D.I ersetzt wurde. Die erfolgreichen Kampfflieger Godwin Brumowski und Frank Linke-Crawford flogen ebenfalls die D.I. Selbst nach dem Waffenstillstand flogen einige Maschinen im Dienst der Republik Deutschösterreich weiter, wo sie bei der Abwehr der jugoslawischen Angriffe gegen Klagenfurt eingesetzt wurden.

## Technische Daten Hansa-Brandenburg D.I (Abweichungen pro Serie möglich)
| Kenngröße             | Daten                                                                              |
| --------------------- | ---------------------------------------------------------------------------------- |
| Hersteller            | Phönix Flugzeug-Werke AG, Ungarische Flugzeugfabrik AG                             |
| Baujahr               | 1916–1917                                                                          |
| Einsatzzweck          | Jagdflugzeug                                                                       |
| Besatzung             | 1                                                                                  |
| Stückzahl             | etwa 122–200, sowie 50 (?) durch Hansa-Brandenburg                                 |
| Länge                 | 6,35 m                                                                             |
| Spannweite            | 8,50 m                                                                             |
| Höhe                  | 2,80 m                                                                             |
| Flügelfläche          | 23,95 m²                                                                           |
| Leermasse             | 672 kg                                                                             |
| Startmasse            | 918 kg (1375 kg)                                                                   |
| Höchstgeschwindigkeit | 187 km/h in NN                                                                     |
| Steigzeit auf 1000 m  | 3 min                                                                              |
| Dienstgipfelhöhe      | 5000 m                                                                             |
| Reichweite            | 480 km                                                                             |
| Flugdauer             | 2:30 h                                                                             |
| Triebwerk             | ein wassergekühlter 6-Zylinder-Reihenmotor Austro-Daimler mit 185 PS Startleistung |
| Bewaffnung            | ein starres 8-mm-Schwarzlose MG M.07/12                                            |